# Wächterfigur

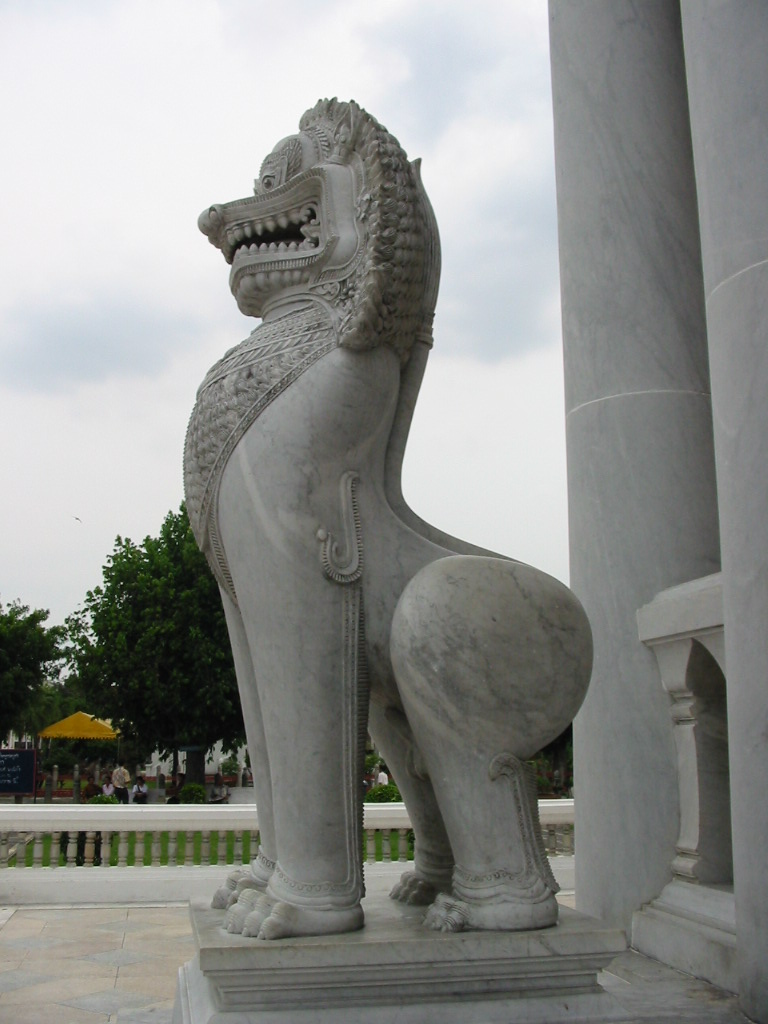
Marmorner Löwe als Wächterfigur in Wat Benchamabopit, Thailand

Wächterfiguren sollen Gebäude, Gebiete oder sonstige Stätten vor Unheil bewahren. Sie bewachen die Kirche, das Heiligtum, den Tempel usw. In vielen Religionen, Glaubensformen und Aberglauben gibt es Wächterfiguren.
Beispiele:

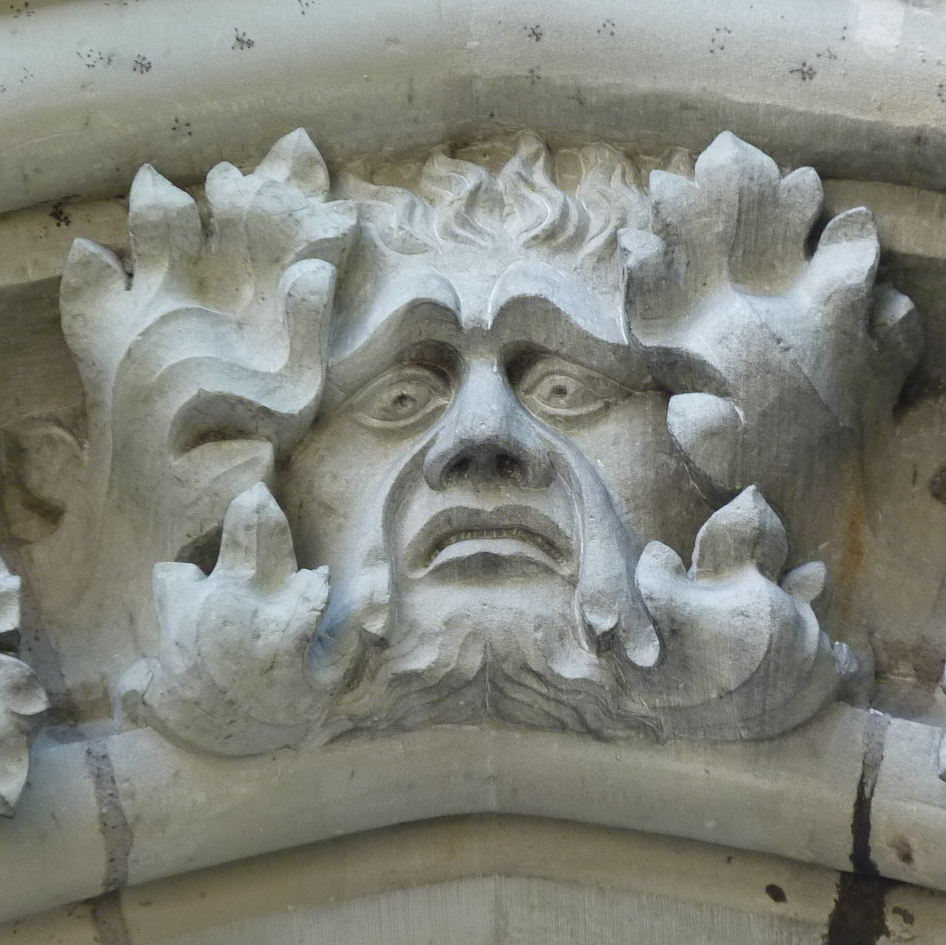
Eine Teufelsfratze über dem Nordeingang zum Querschiff der Bonner Stiftskirche

- Bereits im Assyrischen Reich wurden Wächterfiguren verwendet
- In Afrika werden Figuren der Ahnen als Wächter eingesetzt
- In Indien schützen Göttinnen Tempel
- Die „Tausendarmige Kannon“ in Kyōto wird von 28 Wächterfiguren geschützt
- An der Großen Marienkirche in Lippstadt befinden sich zwei Wächterfiguren eines Heiligen Grabes aus der Zeit um 1250 im nördlichen Seitenschiff
- Meist an Seiteneingängen christlicher Kirchen werden Fratzen des Teufels als abschreckende Wächterfiguren verwandt[1].
- Künstler haben sich auf Wächterfiguren spezialisiert